# Siarczan wapnia
Siarczan wapnia (nazwa Stocka: siarczan(VI) wapnia), CaSO4 – nieorganiczny związek chemiczny, sól kwasu siarkowego i wapnia. Występuje w przyrodzie w postaci mineralnej m.in. jako anhydryt (sól bezwodna) i gips (dwuwodzian).
Wykazuje rzadko spotykany dla ciał stałych spadek rozpuszczalności wraz ze wzrostem temperatury:

Zależność rozpuszczalności siarczanu wapnia w wodzie od temperatury

Dwuwodny siarczan wapnia, CaSO4·2H2O, znany jest jako gips i stosowany jest jako materiał budowlany. Tzw. gips budowlany to gips częściowo odwodniony (głównie półwodzian), który po zmieszaniu z wodą przekształca się spontanicznie w dwuwodzian i krystalizuje tworząc litą masę.